# Cyclogomphus gynostylus
Cyclogomphus gynostylus là một loài chuồn chuồn ngô thuộc họ Gomphidae. Nó là loài đặc hữu của Sri Lanka. Môi trường sống tự nhiên của chúng là sông ngòi, khu vực trữ nước, và kênh đào và mương rãnh. Nó bị đe dọa do mất môi trường sống.